# Danziger Kantapfel

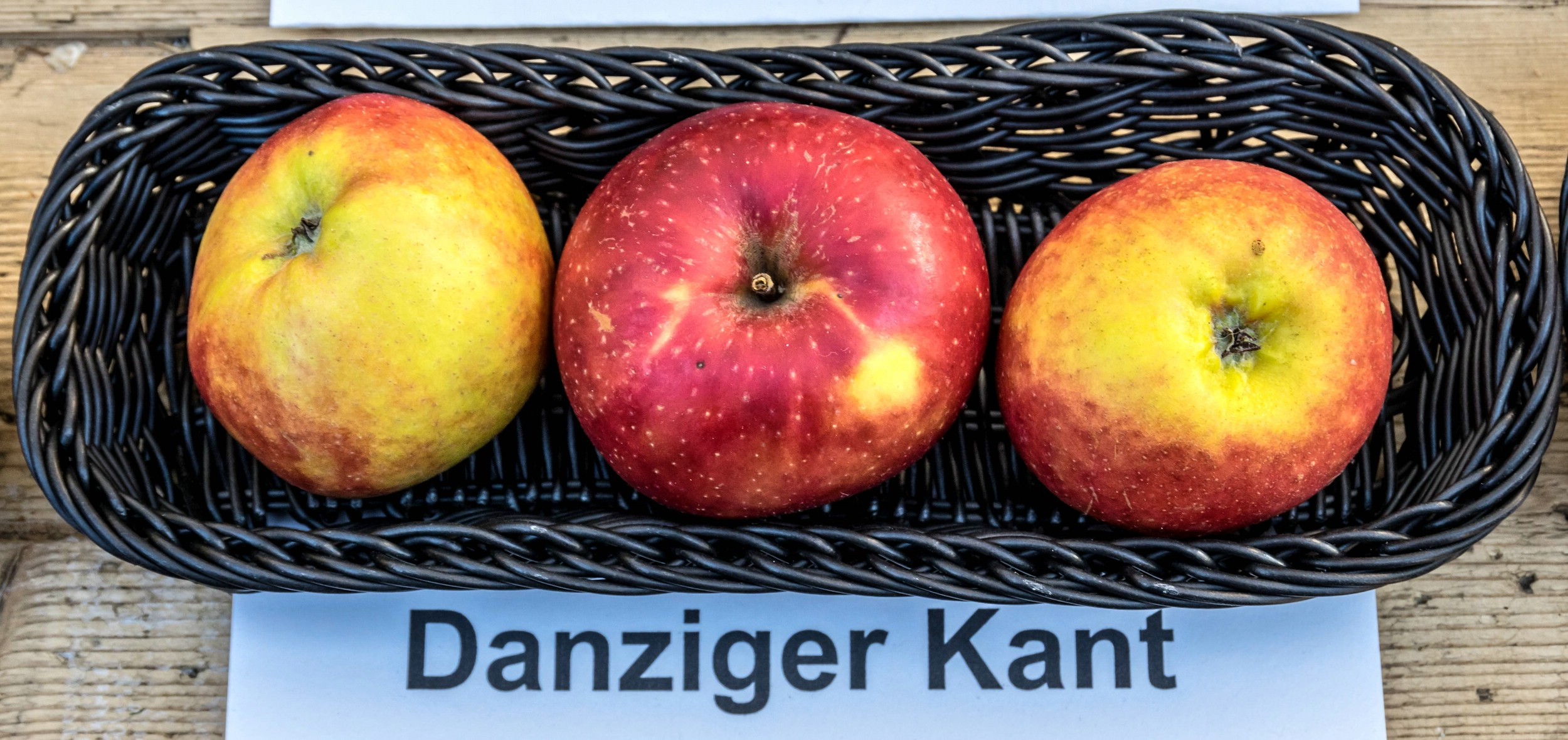
Bilder der Frucht

Der Danziger Kantapfel ist ein Herbstapfel und seit langer Zeit (erste Nennung 1703 auf Rügen) unter den verschiedensten Namen in Holland und Deutschland verbreitet: Rabiner, Passamaner, Nikolausapfel, Roode Kant, Calvillartiger Winterrosenapfel, Bentlebener Rosenapfel, Lorenzapfel.
Der Danziger Kant wird sowohl in die Sortengruppe der Rosenäpfel als auch zu den Kalvillen gerechnet.

## Sorteneigenschaften
Es ist ein mittelgroßer Tafelapfel mit glänzend roter, seidiger Schale, die mit einer natürlichen Wachsschicht überzogen ist. Das  Fruchtfleisch ist mit grünen und roten Adern durchzogen.
Der Baum ist mittelstark wachsend, reich tragend, anspruchslos und sehr frosthart. Diese alte heimische Sorte, deren Äste waagrecht abstehen und damit eine ausgebreitete Krone bilden, ist weit verbreitet, da sie in allen Lagen gedeiht. Sie bildet große, rosagefärbte Blüten aus.
Die Ernte erfolgt Ende September, ab Mitte Oktober bis Januar ist der Apfel verwertbar.

## Sonstiges
Der Danziger Kantapfel wurde 2006 vom Landesverband für Obstbau, Garten und Landschaft Baden-Württemberg  als Streuobstsorte des Jahres ausgezeichnet.
Im Jahr 2020 folgte die Ernennung zur Streuobstsorte des Jahres in Norddeutschland.